# From Russia with Love (película)
From Russia with Love (traducida como Desde Rusia con amor, en España; Regreso del agente 007, en México, Perú y El Salvador, y De Rusia con amor, en el resto de Hispanoamérica) es una película británica de 1963, del género espionaje, y la segunda película de la serie de James Bond producida por Eon Productions, y la segunda con Sean Connery, quien interpretó el personaje del agente del MI6 James Bond. Estrenada el 11 de octubre de 1963 con un presupuesto de 2,5 millones de dólares, fue producida por Albert R. Broccoli y Harry Saltzman, escrita por Richard Maibaum y Johanna Harwood, basada en la novela homónima de Ian Fleming, y dirigida por Terence Young, y es considerada como una de las mejores de la serie.
En la película, James Bond es enviado para ayudar a la deserción de la empleada del consulado soviético Tatiana Románova en Estambul, Turquía, quien ofrece a cambio de ayuda para desertar una máquina descifradora de mensajes secretos llamada "Lektor". Esto es una trampa de SPECTRE, verdadero mentor del plan y quien verdaderamente quiere hacerse con la descifradora y, de paso, vengar la muerte del Dr. No.
Tras el éxito de Dr. No, United Artists aprobó una secuela y duplicó el presupuesto disponible para los productores. Además de filmar en Turquía, las escenas de acción se rodaron en Pinewood Studios en Buckinghamshire y en Escocia. La producción se quedó sin presupuesto y tuvo que apresurarse a terminar la película para su fecha de lanzamiento prevista de octubre de 1963.
La película fue un éxito crítico y comercial, quedándose con $78 millones en ingresos de taquilla en todo el mundo, más que su predecesor Dr. No, marcando un taquillazo en el cine de los años 1960.
Igualmente la película marca el debut de Desmond Llewelyn como Q, personaje que interpretaría por 36 años (y 17 películas) hasta The World Is Not Enough en 1999. Irónicamente, marcó la última participación cinematográfica de Pedro Armendáriz, quien se suicidó 4 meses antes del estreno de la película.[cita requerida]

## Argumento
En la secuencia precréditos, en un cuartel de entrenamiento de la organización SPECTRE en una misión de entrenamiento, el asesino Donald "Red" Grant (Robert Shaw) practica como asesinará a James Bond.

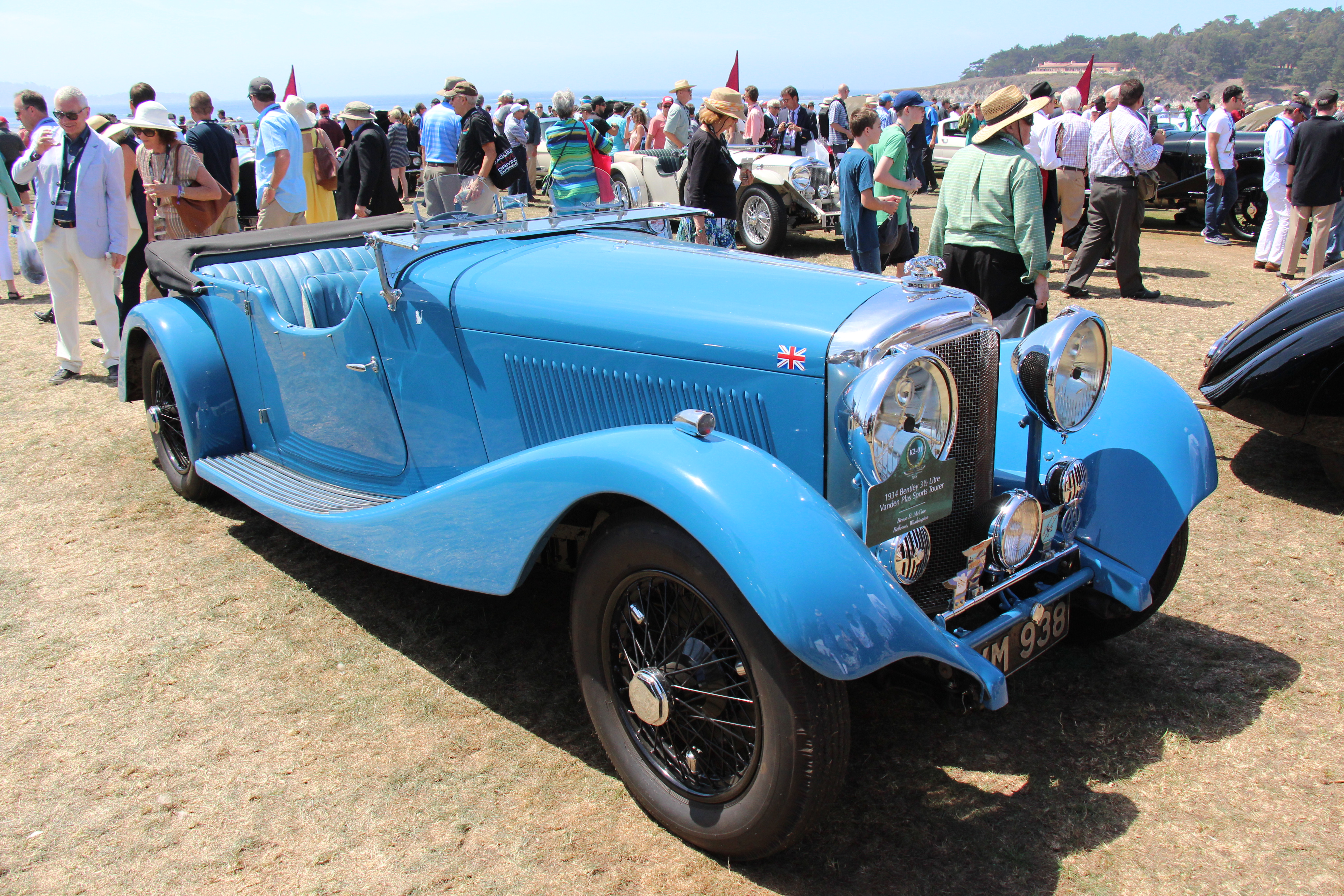
Bentely 3.5 utilizado en la película.

Más tarde, en Venecia se celebra un campeonato de ajedrez al que se presenta un gran campeón de talla internacional checoslovaco llamado Kronsteen (Vladek Sheyball), quien recibe un mensaje de SPECTRE para reportarse. Tras ganar la partida de ajedrez, Kronsteen se dirige a un yate de la organización SPECTRE donde es esperado por el n.º 1, Ernst Stavro Blofeld (Anthony Dawson), y la n.º 3 Rosa Klebb (Lotte Lenya), excoronel rusa de la división SMERSH. Como n.º 5 de la organización terrorista, Kronsteen expone su plan: Rosa Klebb planea utilizar a Tatiana Románova (Daniela Bianchi), quien no sabe que Rosa Klebb desertó de Rusia para trabajar con SPECTRE, para que ofrezca al servicio secreto inglés su deserción y una descifradora Lektor, pero a cambio de que James Bond venga por ella y la máquina. De esta forma SPECTRE la utilizaría para robar a los rusos la descifradora criptografica Lektor a Tatiana Románova y a James Bond y su red. Con su mentalidad de campeón de ajedrez espera que la KGB y el MI6 caigan en la trampa y así poder hacerse con la Lektor y poder matar a Bond como venganza por la muerte del Dr. No.
Klebb se dirige a la isla de entrenamiento de SPECTRE, donde la recibe el entrenador Morzeny (Walter Gotell) para contratar al asesino Grant, y tras probar la fisiología del asesino, Klebb pide que se reporte al día siguiente en Estambul. Más tarde en esta misma ciudad, la agente del consulado ruso Tatiana Románova (Daniela Bianchi) asiste a una cita con Klebb siendo secretamente vigilada por Grant, y Klebb le dice su misión garantizándole un ascenso, y le avisa que de no cumplirla sería asesinada. Por otro lado, Bond (Sean Connery) y Sylvia Trench (Eunice Grayson) están teniendo un romance cuando 007 es llamado desde el cuartel del MI6. Bond se presenta en la oficina de M (Bernard Lee), quien informa a Bond que están en disposición de recuperar el Lektor, pero esto es un cebo de SPECTRE para atraer a Bond y este sabe que es una trampa sobre todo sabiendo de una cita con Románova gracias a un contacto del MI6 llamado Ali Kerim Bey (Pedro Armendáriz), que le informó que Románova es una agente desertora. M llama a Q (Desmond Llewelyn), quien da a Bond un portafolios cuyos soportes tenían cartuchos de bala y adentro esconde un rifle desmontable AR-7, un cuchillo de doble filo, una correa de 50 soberanos de oro y un gas lacrimógeno escondido en una caja de talco. El portafolio tenía además unos cierres especiales que debían ser girados horizontalmente antes de abrirse, no hacer esto podía resultar en la explosión del gas lacrimógeno. Bond, al ver la foto de Románova la firma diciendo "From Russia with love" y se traslada a Turquía para intentar tener el Lektor con la ayuda de Kerim Bey.
Al llegar al aeropuerto es recibido por un chofer pero sin saber que hay un hombre vigilándolo. El chofer y Bond se dirigen a una pequeña tienda de alfombras donde lo recibe Kerim Bey (Pedro Armendáriz) quien tras recibirlo le confiesa que el chofer y todos sus trabajadores son hijos suyos además de decirle que hay espías en todos lados lo que explicaría que lo estuviesen vigilando desde el aeropuerto y le dice también que Románova se citaría con él pronto. Al llegar al hotel, Bond revisa la habitación y viendo que hay un micrófono y un teléfono intervenidos, pide cambiarse a otra habitación, solamente estando disponible la Suite nupcial. Mientras, Kerim Bey, tras pasar un rato con su amante sufre un atentado del que sale ileso. Grant por su parte da muerte a uno de los hombres que seguían a Bond y a Kerim Bey. Bond se dirige a hablar con Kerim Bey y sabiendo que el atentado tenía que ver con su visita, ambos se dirigen a un periscopio escondido en un antiguo túnel otomano, con el que vigilaban lo sucedido en el Consulado ruso; cuatro hombres de la inteligencia entre ellos un asesino búlgaro llamado Krilencu (Fred Haggerty) quien había puesto la bomba a Kerim Bey, ambos deciden verse esa noche para atrapar a Krilencu, yendo a una pequeña aldea gitana. Cuando Kerim Bey y Bond observaban un duelo entre mujeres gitanas, Krilencu y sus hombres asaltan la aldea. Durante la batalla Krilencu hiere a Kerim Bey en un brazo mientras que Bond hace frente a los agresores siendo ayudado secretamente por Grant quien se reservaría su derecho de matar a Bond. Krilencu escapa y el jefe de la tribu agradece a Bond haberle salvado la vida, tras lo cual 007 pasa la noche con las dos mujeres gitanas. En la noche siguiente Bond y Kerim Bey averiguan el escondite de Krilencu y dos policías hijos de Kerim Bey asustarían a Krilencu y usando el rifle de Bond, Kerim Bey asesina a Krilencu.
Más tarde en el hotel, Bond se dispone a bañarse pero observa un movimiento raro en la habitación y descubre que es Románova, con quien se conoce y pasan la noche juntos siendo espiados por Klebb y Grant. Al día siguiente Bond y Románova se citan en una antigua mezquita turca donde Románova deja un tocador con el mapa del consulado siendo tomado por uno de los hombres que seguían a Bond y a Románova, siendo este asesinado también por Grant. Más tarde Kerim Bey y Bond analizan el mapa el cual concuerda con el proporcionado por Kerim Bey. En un barco, Bond interroga a Románova usando una grabadora escondida en una cámara describiendo al Lektor siendo trasmitido al MI6 aunque oyendo también los flirteos de Románova.
Más tarde Bond llega al consulado ruso y fingiendo llenar una solicitud de visado hace que el consulado explote con gas lacrimógeno, robando con Románova el Lektor. Ambos escapan hacia el Expreso de Oriente pero siendo seguidos tanto por Grant, secretamente, como por el coronel Benz (Peter Bayliss), oficial soviético quien es capturado por Bond. Kerim Bey da pasaportes falsos a Bond y a Románova con espera a llegar a Bulgaria y de ahí con destino a Londres. En el tren, Berim Bey vigilaría a Benz y más tarde Bond, Románova y Kerim Bey se encontrarían para seguir el plan, pero Bond es alertado y ve que en uno de los compartimentos fueron asesinados Kerim Bey y Benz. Vanamente Bond intenta interrogar a Románova y ambos llegan a Belgrado, donde Bond se encuentra con uno de los hijos de Kerim Bey, quien los ayudaría a escapar según el plan, y le da la noticia de su muerte a la vez que este lo ayudaría a llegar a la frontera entre Yugoslavia y Trieste.
El tren se detiene en la estación de Zagreb. En un determinado momento Bond se conoce con Red Grant quien asume la identidad del Capitán Nash, contacto del MI6 en Yugoslavia llamado por el hijo de Kerim Bey y asesinado minutos antes por Grant, y se gana la confianza de Bond y Románova en el Expreso de Oriente. Bond sospecha de Grant después de que este pusiese un somnífero en la copa de Románova. Grant desarma a Bond y roba algunas de sus pertenencias. Bond descubre que Grant ha asesinado a Kerim Bey, a Benz y a dos agentes rusos y descubre que Grant trabaja para SPECTRE, y éste confiesa que Románova trabaja ingenuamente para Klebb. Grant planea usar una película (grabada en el momento íntimo de Bond y Románova) para continuar el plan de robar la Lektor acusando a Bond de matar a Románova y suicidarse colocando además una carta de chantaje, para humillar también a la Inteligencia Británica. Bond propone sobornar a Grant con los 50 soberanos de oro y le promete a Bond una muerte a su estilo, Bond lo convence a abrir su portafolios para buscar más soberanos pero activa el gas lacrimógeno y durante una pelea en la cual Grant tenía ventaja sobre Bond, Grant lo intenta matar ahorcándolo con una cuerda de piano. Bond usando su cuchillo hiere a Grant y lo mata con su propia arma. 
Bond y Románova escapan usando el camión de un hombre que esperaba a Grant y en la mañana siguiente son perseguidos por dos hombres de SPECTRE en helicóptero. Cuando uno de los hombres iba a lanzar una granada contra Bond, este usa su rifle haciendo que la granada explotase en el helicóptero. Después usan como rehén al hombre de SPECTRE y lo arrojan de su lancha, mientras que Bond y Románova irían a Venecia.
Blofeld molesto por haber fallado el plan de Kronsteen hace que Morzeny de muerte a Kronsteen usando una daga envenenada en su zapato y Klebb promete recuperar la Lektor y venderla a los rusos tras llegar a un acuerdo con ellos. Más tarde Bond y Románova son acorralados por botes de SPECTRE liderados por Morzeny para asesinarlos pero Bond los neutraliza arrojando los barriles de gasolina y disparando con una pistola de señales, matando así también a Morzeny. Luego en Venecia cuando Bond y Románova se preparaban para viajar a Londres se enfrentan a Rosa Klebb, quien disfrazada de camarera del hotel intenta recuperar el Lektor. Klebb intenta matar a Bond usando la daga envenenada en el zapato pero Románova asesina a Klebb. Al rato Bond y Románova pasean por canales de Venecia y siendo filmados por dos turistas Bond arroja al canal la película filmada por Grant y Klebb a la vez que pasa un momento romántico con Románova.

## Reparto
- Sean Connery - James Bond, agente 007 de MI6.
- Daniela Bianchi - Tatiana Romanova 'Tania', agente del consulado soviético en Estambul e interés amoroso de Bond. Fleming se inspiró en Christine Granville para crear a Romanova.[6]
  - La voz de Bianchi fue doblada por Barbara Jefford pero sin acreditar.[7]
- Pedro Armendáriz - Ali Kerim Bey, director de la estación T de MI6 en Estambul.
- Lotte Lenya - Rosa Klebb, excoronel de SMERSH convertida en Nª 3 de SPECTRE.
- Robert Shaw - Donald (Donovan en la novela) 'Red' Grant, un astuto asesino SPECTRE y uno de los principales enemigos de Bond.
- Bernard Lee - M, director de la Inteligencia Británica.
- Eunice Gayson - Sylvia Trench, novia semi-regular de Bond.
  - La voz de Gayson fue doblada por Nikki van der Zyl pero también sin acreditar.
- Walter Gotell - Morzeny, un matón de SPECTRE que entrena al personal en la isla de la misma organización. Gotell interpretaría al General Gogol en películas posteriores.
- Francis de Wolff - Vavra, Jefe de una tribu gitana utilizada para trabajos sucios por Kerim Bey.
- George Pastell - Maquinista del Expreso de Oriente.
- Nadja Regin - Novia de Kerim Bey.
- Lois Maxwell - Miss Moneypenny, secretaria de M.
- Aliza Gur y Martine Beswick - Vida (de rojo) y Zora (de verde), respectivamente, dos gitanas celosas que se disputan el mismo hombre.
- Vladek Sheybal - Kronsteen (n.º 5 de SPECTRE), Gran Maestro Internacional de ajedrez checoslovaco y agente de SPECTRE.
- Anthony Dawson - Ernst Stavro Blofeld (n.º 1 de SPECTRE), la cabeza y la mente maestra de SPECTRE y némesis de Bond. Acreditado como "?" en la película. Dawson previamente interpretó al Professor Dent en Dr. No.
  - La voz de Dawson fue doblada por Eric Pohlmann, también sin acreditar.
- Fred Haggerty - Krilencu, un asesino búlgaro que trabaja como asesino para los soviéticos en los Balcanes.
- Desmond Llewelyn - Major Boothroyd, jefe de la división Q de MI6, también llamado "Oficial de equipamiento"

Elenco adicional
- Otros miembros del reparto incluyen a Leila (Lisa Guiraut) como bailarina gitana de danza del vientre, Neville Jason como chófer de Kerim Bey, Peter Bayliss como el agente ruso Comissario Benz, Nusret Ataer como Mehmet, hijo y agente de Kerim Bey, y Peter Madde como el maestro de ajedrez canadiense MacAdams. Otras actuaciones no acreditadas incluyen a Michael Culver y Elizabeth Counsell como pareja en un bote y William Hill como el Capitán Nash, un agente británico asesinado y personificado por Red Grant. Las manos que firman "From Russia With Love" en la foto de Románova son las de Terence Young y no las de Sean Connery.[8]

En el tráiler original se puede apreciar que se menciona el nombre de todo el reparto excepto el del protagonista: Sean Connery.

## Producción
Tras el éxito financiero de  Dr. No, United Artists dio luz verde a una segunda película de James Bond. El estudio duplicó el presupuesto ofrecido a Producciones Eon con $2 millones, y también aprobó un bono para Sean Connery, quien recibiría $100,000 junto con su salario de $54,000. Connery sólo suscribió contrato para trabajar en la primera película (Dr. No), pero una vez estrenada ésta, se comprometió para las tres siguientes de la saga, en vista del sorprendente éxito popular y del lanzamiento personal que 007 supuso. Connery nunca se imaginó la fama mundial que obtendría con este personaje de James Bond 007. El entonces presidente de Estados Unidos John F. Kennedy mencionó a la novela de Ian Fleming Desde Rusia con amor entre sus diez libros favoritos de todos los tiempos en la Revista Life, por lo que los productores Broccoli y Saltzman la eligieron como la continuación del debut cinematográfico de Bond en Dr. No. La película fue la última que vio el presidente Kennedy en la Casa Blanca el 20 de noviembre de 1963 antes de ir a Dallas donde sería asesinado. La mayor parte del equipo de la primera película regresó, con las principales excepciones como el diseñador de producción Ken Adam, quien fue a trabajar en Dr. Strangelove y fue reemplazado por Syd Cain, director de arte de la entrega anterior; Maurice Binder el diseñador de los títulos principales,  fue reemplazado por Robert Brownjohn, y el coordinador de dobles Bob Simmons al no estar disponible fue reemplazado por Peter Perkins aunque Simmons realizó acrobacias en la película. El compositor John Barry reemplazó a Monty Norman como compositor de la banda sonora.
La película introdujo varias convenciones que se convertirían en elementos esenciales de la serie: una secuencia pre-créditos, el personaje de Blofeld (referido en la película como "Número 1") (aunque Blofeld se menciona en los créditos finales, con el actor mencionado solo como "?"), un artilugio de arma secreta para Bond, una secuencia de helicóptero (repetida en todas las películas de Bond posteriores, excepto en El hombre de la pistola de oro), una escena de acción posdata después del clímax principal, un tema musical con letra y la línea "James Bond volverá" (James Bond will return in...) en los créditos.

### Guion
La novela de Ian Fleming es un thriller ambientado en la Guerra Fría pero los productores decidieron reemplazar a SMERSH, la agencia encubierta de la Unión Soviética para cazar espías por el sindicato del crimen SPECTRE para evitar controversias políticas. Los terrenos de entrenamiento de SPECTRE se inspiraron en la película Espartaco. El guionista original fue Len Deighton, quien acompañó a Harry Saltzman, a Syd Cain, y a Terence Young a Estambul pero fue reemplazado ante la falta de progreso. Por lo tanto, dos de los escritores de la película anterior Dr. No, Johanna Harwood y Richard Maibaum, regresaron para la segunda película de la serie. Algunas fuentes afirman que a Harwood se le atribuyó la "adaptación" principalmente por sus sugerencias, que se trasladaron al guion de Maibaum. Harwood declaró en una entrevista para  Cinema Retro  que había sido guionista de varios de los proyectos de Harry Saltzman, y que su guion para la película había seguido de cerca la novela de Fleming, pero dejó la serie debido a lo que él llamó la constante reescritura de su guion por parte de Terence Young con ideas que no estaban en la obra original de Fleming.
Maibaum siguió haciendo reescrituras a medida que avanzaba la filmación. El personaje de Red Grant se agregó a las escenas de Estambul justo antes del viaje del equipo de filmación a Turquía; esto trajo más enfoque a la trama de SPECTRE, ya que Grant comenzó a salvar la vida de Bond allí (un cambio tardío durante el rodaje involucró a Grant matando al espía con gafas en Hagia Sophia en lugar de Bond, quien acaba encontrando al hombre muerto). Durante el último cuarto de la película, Maibaum agregó dos escenas de persecución, con un helicóptero y lanchas rápidas, y cambió la ubicación de la batalla de Bond y Klebb de París a Venecia. Se añadieron reescrituras sin acreditar por parte de Berkely Mather.

### Casting
Aunque no fue acreditado, el actor que interpretó a Blofeld (Número 1 de SPECTRE) fue Anthony Dawson, quien había interpretado al Profesor Dent en la anterior entrega de la saga, Dr. No, y apareció en otras películas de Terence Young. En los créditos finales, Blofeld es acreditado con un signo de interrogación y su voz doblada por el actor vienés Eric Pohlmann en la edición final. Peter Burton no estaba disponible para interpretar al Mayor Boothroyd, por lo que Desmond Llewelyn, un actor galés que era fanático de las historietas de Bond publicadas en el Daily Express, aceptó el papel. Sin embargo, el crédito en pantalla para Llewelyn se omitió en la apertura de la película y está reservado para los créditos finales, donde se le atribuye simplemente como "Boothroyd". El personaje de Llewelyn no se menciona con este nombre en el diálogo, pero M lo presenta como de la división Q. Llewelyn permaneció como el personaje, más conocido como Q, en todas las películas de la serie menos una (Vive y deja morir) hasta su muerte en 1999.
Varias actrices fueron consideradas para el papel de Tatiana, incluidas las actrices italianas Sylva Koscina y Virna Lisi, la actriz danesa Annette Vadim, y la inglesa Tania Mallet, quien interpretaría a Tilly Matterson en la secuela Goldfinger. La finalista de Miss Universo beldad Daniela Bianchi finalmente fue elegida, supuestamente elección de Sean Connery. Bianchi, quien por entonces era una actriz debutante con sólo tres películas rodadas en su país natal, comenzó a tomar clases de inglés para el papel, pero los productores finalmente decidieron que su voz fuese doblada por la actriz de teatro británica Barbara Jefford en el montaje final. La escena en la que Bond encuentra a Tatiana en la cama de su hotel se utilizó para la prueba de pantalla de Bianchi, con Dawson interpretando, en ese momento, a Bond. La escena se convirtió más tarde en la escena de prueba de pantalla tradicional para los posibles actores de James Bond y las chicas Bond. El feeling establecido entre Connery y Bianchi en el desarrollo de los personajes de la trama fue innegable y encantador y trascendió las pantallas proporcionando gran éxito a la película. En su escena inicial con Klebb, Tatiana se refiere al entrenamiento para el ballet, haciendo referencia a los antecedentes de la vida real de la actriz. El equipo de chicas Bond se completó con Eunice Gayson, de nuevo en la piel de Sylvia Trench.
La actriz griega Katina Paxinou originalmente fue considerada para el papel de Rosa Klebb, pero no estaba disponible. Terence Young eligió a la cantante austriaca Lotte Lenya después de escuchar una de sus grabaciones musicales, además que en los años veinte había interpretado el papel de Jenny en la obra de Bertolt Brecht La ópera de tres peniques. Su aspecto muy poco agraciado un tanto andrógeno y reminiscente del período nazi le dio fuerza al personaje. Young quería que el intérprete de Kronsteen fuera "un actor con un rostro notable", por lo que el personaje secundario sería bien recordado por el público. Esto llevó al casting de Vladek Sheybal, a quien Young también consideró convincente como intelectual. Varias mujeres fueron examinadas para los papeles de Vida y Zora, las dos chicas gitanas que luchan, y después Aliza Gur (Miss Israel) y Martine Beswick (quien aparecería como Paula Caplan en Thunderball) fueron elegidas, pasaron seis semanas practicando su coreografía de lucha con el arreglista de acrobacias Peter Perkins. Beswick fue mal acreditada como 'Martin Beswick' en los títulos iniciales de la película, pero este error se corrigió para el lanzamiento del DVD de 2001.
El actor mexicano actor Pedro Armendáriz fue recomendado a Young por el director John Ford para interpretar a Kerim Bey. Después de experimentar un malestar cada vez mayor en Estambul, a Armendáriz se le diagnosticó un cáncer inoperable. Una vez terminado el rodaje en Estambul, la producción se trasladó a Gran Bretaña y se adelantaron las escenas de Armendáriz para que pudiera completar sus escenas sin demora. Aunque visiblemente dolorido, continuó trabajando el mayor tiempo posible. Cuando ya no pudo trabajar, aquejado de terribles dolores, regresó a México y en el hospital donde lo habían internado se quitó la vida. Armendariz ni siquiera llegó a ver estrenada la película. Su legado es uno de los personajes más queridos de la saga Bond. Curiosamente su hijo Pedro Armendáriz Jr. participaría en la película N.º 16 de la saga Licencia para matar. Les escenas restantes después de que Armendáriz se fue de Londres tenían un doble de acción y al propio Terence Young como suplentes.
El actor inglés Joe Robinson fue un fuerte contendor para el papel de Red Grant pero le otorgó a Robert Shaw. Shaw, más conocido en aquellos tiempos como dramaturgo que como actor, le confiaron el personaje de Grant gracias a su impresionante físico, el nórdico asesino rubio prototipo de ideal ario y frío como la hiel, inescrupuloso y aficionado a estrangular a sus enemigos con una soga de nylon que lleva enrollada en el reloj y que cuando iba a matar se colocaba un par de guantes negros. Shaw tuvo que entrenarse durante meses para poder ofrecer la fortaleza física que su papel requería (hizo un curso acelerado de culturismo y dio clases de lucha libre greco-turca), ensayando las peleas con Connery en un gimnasio de Estambul. El personaje de Shaw abrió la tradición de los asesinos rubios en la saga de Bond.

### Rodaje
La mayor parte de la película se grabó en Estambul, Turquía. Las ubicaciones incluyeron la Cisterna Basílica, Hagia Sophia y la Estación de Sirkeci, la cual fue usada como las estaciones de tren Belgrado y Zagreb. La oficina del MI6 en Londres, la isla de SPECTRE (grabada en los jardines de Pinewood Studios), el hotel de Venecia y las escenas interiores del Orient Express se filmaron en Pinewood Studios con algunas imágenes del tren. En la película, el viaje en tren se desarrolla en el este de Europa. Los viajes en tren y en camión fueron filmados en Argyll, Escocia y Suiza. Las escenas finales fueron grabadas en Venecia. Sin embargo, para calificar para la financiación cinematográfica británica de la época, al menos el 70 por ciento de la película tenía que haber sido filmada en Gran Bretaña o la Commonwealth. El campamento gitano también se filmaría en un campamento real en el Palacio de Topkapı, pero en realidad fue filmado en una réplica en Pinewood. La escena con ratas (después del robo del Lektor) se rodó en España, ya que Gran Bretaña no permitió filmar con ratas salvajes, y un intento de filmar ratas blancas pintadas en cacao en Turquía no funcionó. Para la secuencia de la cisterna infestada de ratas se utilizaron doscientos roedores, que el propio Young seleccionó con la colaboración de un especialista de Madrid. La escena se resolvió finalmente en un garaje de la capital española. Su sola mención provoca escalofríos entre los miembros del equipo, pues los roedores resultaron ser unos intérpretes muy temperamentales, y hubo que colocar las cámaras al otro lado de un cristal para evitar sus ataques. La fotografía principal comenzó el 1 de abril de 1963, y concluyó el 23 de agosto. Ian Fleming pasó una semana en el rodaje de Estambul, supervisando la producción y recorriendo la ciudad con los productores.
El ojo del director Terence Young para el realismo fue evidente durante toda la producción. Para la partida de ajedrez de apertura, Kronsteen gana el juego con una recreación de la victoria de Boris Spassky sobre David Bronstein en 1960. El diseñador de producción Syd Cain construyó el motivo del "peón de ajedrez" en su set de $ 150,000 para la breve secuencia. Cain también agregó más tarde una promoción a otra película que estaba produciendo Eon, lo que hizo que la muerte de Krilencu ocurriera dentro de una valla publicitaria para Call Me Bwana. Un artilugio digno de mención fue el portafolios hecho por la división Q. Tenía una bomba de gas lacrimógeno que detonaba si la caja se abría incorrectamente, un rifle de francotirador AR-7 plegable con veinte cartuchos de munición en los soportes, un cuchillo arrojadizo y 50 soberanos de oro. Habiendo sido antes boxeador en Cambridge, Young coreografió la pelea entre Grant y Bond junto con el coordinador de acrobacias Peter Perkins. La escena tardó tres semanas en filmarse y fue lo suficientemente violenta como para preocupar a algunos en la producción. Robert Shaw y Connery hicieron la mayoría de las acrobacias ellos mismos.
Después de la inesperada pérdida de Armendáriz, la producción prosiguió, experimentando complicaciones por reescrituras no acreditadas de Berkely Mather durante el rodaje. El editor Peter Hunt se dedicó a editar la película mientras los elementos clave aún estaban por filmarse, lo que ayudó a reestructurar las escenas iniciales. A Hunt y Young se les ocurrió la idea de trasladar la secuencia de entrenamiento de Red Grant al comienzo de la película (antes del título principal siguiendo al pie de la letra las indicaciones del productor Harry Saltzman), una característica distintiva que ha sido un sello perdurable de todas las películas de Bond desde entonces. Se reescribió la sesión informativa con Blofeld y se utilizó la retroproyección para volver a filmar las líneas de Lotte Lenya.
Atrasado y por encima del presupuesto, el equipo de producción luchó por completar la producción a tiempo para la fecha de estreno ya anunciada en octubre. El 6 de julio de 1963, mientras buscaba ubicaciones en Argyll, Escocia, para la filmación de ese día de la culminante persecución en barco, el helicóptero de Terence Young se estrelló en el agua con el director de arte Michael White y un camarógrafo a bordo. La nave se hundió entre 40 y 50 pies (12–15 metros) en el agua, pero todos escaparon con heridas leves. A pesar de la calamidad, el director se presentó en el set en menos de una hora. Young estuvo detrás de la cámara durante todo el día de trabajo. Unos días después, el conductor de Bianchi se quedó dormido durante el viaje a un rodaje de las 6 a. m. y estrelló el auto. La cara de la actriz estaba magullada y las escenas de Bianchi tuvieron que retrasarse dos semanas mientras las contusiones faciales sanaban.

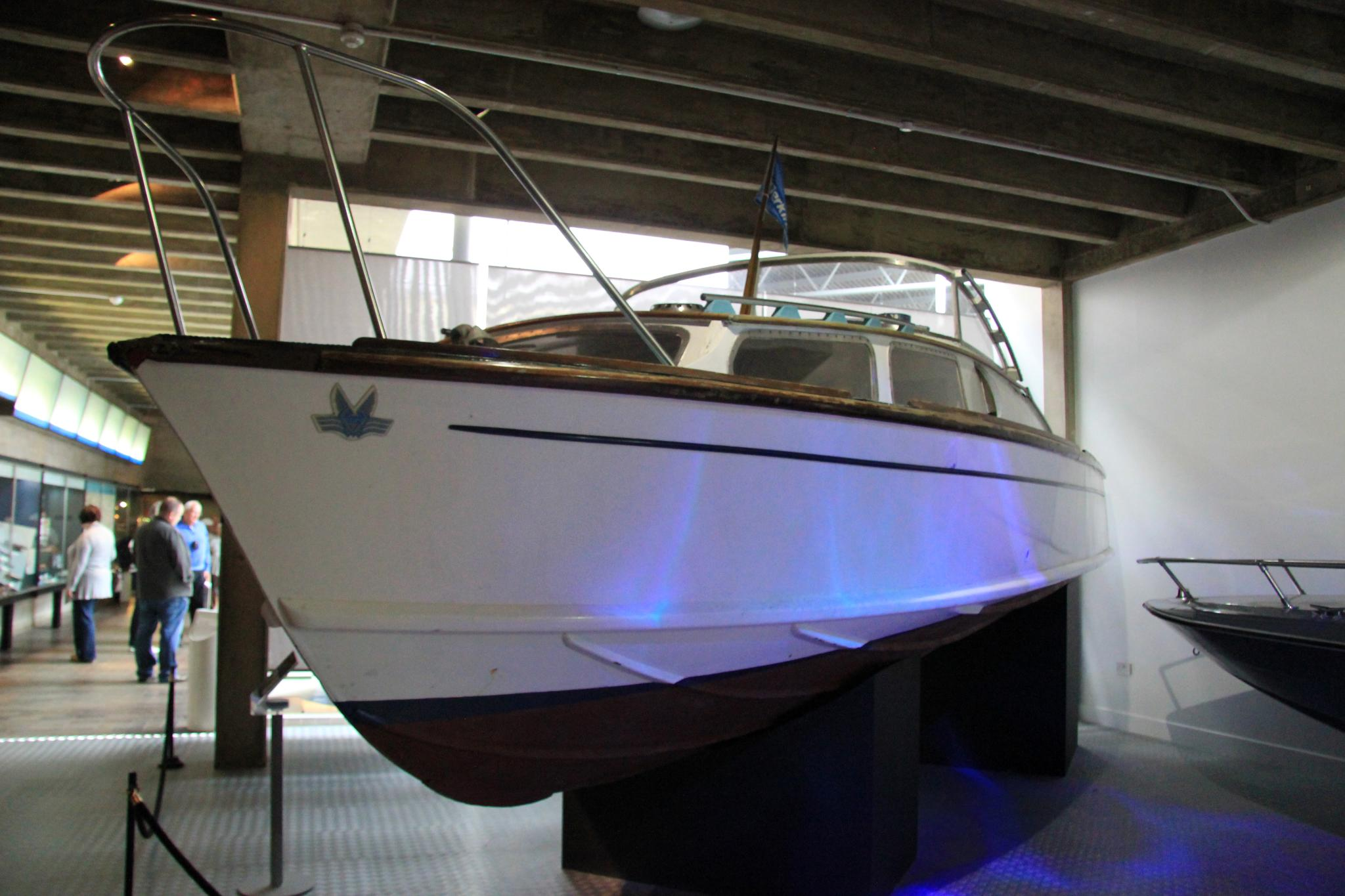
Bote utilizado por Sean Connery y Daniela Bianchi en la película.

Las escenas de persecución en helicóptero y barco no estaban en la novela original, pero se agregaron a última hora el guion de Richard Maibaum por orden de los productores, para crear un clímax de acción. La primera se inspiró en la escena de la limpieza de cultivos de la película North by Northwest de Alfred Hitchcock, y la segunda en The Red Beret , una colaboración anterior de Young/Broccoli/Maibaum. Estas dos escenas se rodarían inicialmente en Estambul, pero se trasladaron a Escocia. Las lanchas rápidas no podían ir lo suficientemente rápido debido a las muchas olas en el mar, y un barco alquilado lleno de cámaras terminó hundiéndose en el Bósforo. Un helicóptero también fue difícil de conseguir, y el equipo de efectos especiales fue casi arrestado tratando de conseguir uno en una base aérea local. La persecución en helicóptero se filmó con un helicóptero en miniatura controlado por radio. Los sonidos de la persecución del barco fueron reemplazados en la postproducción ya que los barcos no eran lo suficientemente fuertes, Bond tenía que deshacerse de las barcas de SPECTRE vaciando en el mar el contenido de unos bidones de gasolina y prendiéndole fuego con una bengala, y eso fue lo que hizo. Pero la explosión y las llamas, grabadas en Pinewood, se salieron de control y se propagaron más de la cuenta, quemando los párpados de Walter Gotell e hiriendo gravemente a tres especialistas.
Los productores de las películas de James Bond le encargaron al fotógrafo David Hurn que rodara una serie de imágenes fijas con Sean Connery y las actrices de la película. Cuando la Walther PPK de utilería no llegó, Hurn ofreció el uso de su propia pistola de aire Walther LP-53. Aunque las fotografías de los carteles de "James Bond ha vuelto" del estreno en Estados Unidos sacaron con aerógrafo el largo cañón de la pistola, el artista de carteles de cine Renato Fratini usó la pistola de cañón largo para sus dibujos de Connery en los carteles británicos.
Para los créditos principales, Maurice Binder tuvo desacuerdos con los productores y no quiso regresar. El diseñador Robert Brownjohn ocupó su lugar y proyectó los créditos en bailarinas, inspiradas por el artista constructivista László Moholy-Nagy que proyectaba luz sobre las nubes en la década de 1920. El trabajo de Brownjohn inició la tradición de mujeres con poca ropa en las secuencias de títulos de las películas de Bond.

### Música y banda sonora
La película es la primera de toda la saga cinematográfica en la que John Barry fue el compositor principal de la banda sonora. El tema principal fue compuesto por Lionel Bart del famoso musical Oliver! y cantado por Matt Monro, pese a que se le ofreció a Frank Sinatra quien pidió una alta paga, aunque la música delos créditos principales es una versión instrumental animada de la melodía que comienza con el breve "James Bond Is Back" de Barry y luego pasa al "Tema de James Bond" de Monty Norman. La versión vocal de Monro se reproduce más tarde durante la película (como música de origen en una radio) y correctamente sobre los títulos finales de la película. Barry viajó con el equipo a Turquía para intentar conseguir influencias de la música local, pero terminó usando casi nada, solo instrumentos locales como platillos de dedo para dar una sensación exótica, ya que pensó que la música turca tenía un tono cómico que no encajaba. en el "sentimiento dramático" de las películas de James Bond.
Recordando su visita a Estambul, John Barry dijo: 

"Era como ningún lugar en el que hubiera estado en mi vida. Se suponía que (El viaje) se filtraría a la música, así que Noel Rogers y yo solíamos ir a estos clubes nocturnos". y escuchar todo esto. Tuvimos la semana más extraña, y realmente salimos sin nada, excepto un montón de historias ridículas. Volvimos, hablamos con Lionel, y luego escribió "Desde Rusia con amor".

'''
En esta película, Barry introdujo el tema de percusión "007", música de acción que llegó a ser considerada el "tema secundario de James Bond". Lo compuso para tener un tema más ligero, entusiasta y aventurero para relajar al público. El arreglo aparece dos veces en el álbum de la banda sonora; la segunda versión, titulada "007 Toma el Lektor", es la que se utilizó durante el tiroteo en el campamento de los gitanos y también durante el robo de Bond de la máquina decodificadora Lektor. La película completa presenta un vestigio de la música de Dr. No supervisada por Monty Norman; la música posterior al lanzamiento del cohete en Dr. No se reproduce en From Russia with Love durante los ataques de helicópteros y lanchas rápidas.
- 1. James Bond Theme
- 2. Tania meets Klebb
- 3. Meeting in St Sophia
- 4. The Golden Horn
- 5. Girl Trouble
- 6. Bond Meets Tania
- 7. 007
- 8. Gypsy Camp
- 9. Death of Grant
- 10. Desde Rusia con amor
- 11. Spectre Island
- 12. Guitar Lament
- 13. Man Overboard-Smersh in Action
- 14. James Bond With Bongos
- 15. Stalking
- 16. Leila Dances
- 17. Death of Kerim
- 18. 007 Takes the Lektor
- 19. James Bond is Back
- 20. Desde Rusia con amor

## Estreno y recepción
La película se estrenó el 10 de octubre de 1963 en el Odeon Leicester Square en Londres. Ian Fleming, Sean Connery y Walter Gotell asistieron al estreno. Al año siguiente, se estrenó en 16 países de todo el mundo, con el estreno en Estados Unidos el 8 de abril de 1964, en el Teatro Astor de Nueva York. Tras su primer lanzamiento, la película duplicó los ingresos brutos de su antecesora al ganar $ 12.5 millones ($ 103 millones en dólares de 2019) en la taquilla mundial. Después de la reedición, recaudó $ 78 millones, de los cuales $24 millones fueron de América del Norte. Fue la película más popular en la taquilla británica en 1963.
El cinematógrafo de la película Ted Moore ganó el premio BAFTA y el de la Sociedad Británica de Cinematógrafos por Mejor Cinematografía. En los Premios Laurel de 1965, Lotte Lenya ocupó el tercer lugar en la categoría de Mejor Actuación de Reparto Femenina y la película obtuvo el segundo lugar en la categoría de Acción-Drama. La película fue nominada al Globo de Oro por "el tema principal de la película".

### Reseñas contemporáneas
En comparación con su predecesora, Richard Roud, escribió para el diario The Guardian, que la película "no parecía tan animada, tan fresca o tan rítmicamente rápida." Continuó diciendo que "... la película es muy inmoral en todos los sentidos imaginables; no es edificante, instructiva ni enriquecedora. Tampoco es una gran película. Pero seguro que es divertida". Penelope Gilliatt escribió en The Observer y señaló que "la forma en que se hacen los créditos tiene la misma extravagancia burlona que todo lo demás en la imagen." Gilliatt continuó diciendo que la película se las arregla para "mantener su propio ritmo de agrietamiento, casi todo el camino. Los escenarios son una impresionante caja de trucos". El crítico de The Times escribió sobre Bond que él es "el ideal secreto del cuadrado congénito, convencional en todos los detalles ... excepto en la moralidad, donde tiene el coraje, y el equipo físico, para hacer sin pensar lo que la mayoría de nosotros sentimos que podríamos estar haciendo ... " El crítico pensó que, en general, "la tontería es muy amable y burlona y sin duda hará una fortuna para sus inventores".
Bosley Crowther del The New York Times dijo: 

¡No te lo pierdas! Es decir, no te lo pierdas si aún puedes divertirte un poco con la espeluznante ficción de aventuras y la fantasía pseudo-realista. Para esta loca melodramatización de una aventura desesperada de Bond con personajes siniestros en Estambul y en el Orient Express es una exageración ficticia a gran escala y con un estilo elegante, completamente ilógico e improbable, pero con la lengua alegremente encajada en la mejilla".

La Revista Time  llamó a la película "rápida, inteligente, astutamente dirigida y hábilmente interpretada" y comentó extensamente sobre el humor de la película, diciendo: "El director Young es un maestro de la forma que ridiculiza, y en casi todos los episodios le da a la audiencia tanto conmociones como con yocks. Pero los yocks son más memorables. Son el resultado de infracciones leves pero astutas de la fórmula del thriller. Un agente ruso, por ejemplo, no se escapa simplemente por una ventana; no, se escapa por una ventana en una pared de ladrillos pintada con un cartel colosal con el retrato de Anita Ekberg, y mientras se arrastra fuera de la ventana, parece estar saliendo de la boca de Anita. O, de nuevo, Bond no simplemente apunta con un telescopio al consulado ruso y espera poder leer los labios de alguien; no, se abre camino laboriosamente en una galería debajo del porro, pasa un periscopio submarino a través de las paredes y allí, a corta distancia, inspecciona dos importantes secretos soviéticos: las piernas de la heroína ".

### Reseñas posteriores
La película recibió elogios de la crítica décadas después del lanzamiento original y se considera una de las mejores de la interpretación de Connery como 007. Rotten Tomatoes muestreó a 57 revisores y juzgó que el 95% de las revisiones eran positivas con una calificación de 8/10. Su resumen dice: "La segunda película de James Bond, From Russia With Love, es un thriller de la Guerra Fría de ritmo rápido y nítido que presenta varias escenas de acción electrizantes." Muchos sitios en línea también suelen citar "From Russia with Love" como la mejor película de Bond de todos los tiempos.
Danny Peary, en su libro de 1986, describió a la película como "una película de James Bond excelente, sorprendentemente dura y áspera" que está "refrescantemente libre de los trucos que caracterizarían las películas de Bond posteriores, y Connery y Bianchi interpretan a personas" reales ". Nos preocupamos por ellos y esperamos que su relación funcione ... Shaw y Lotte Lenya son villanos espléndidos. Ambos tienen peleas emocionantes y bien coreografiadas con Connery. Los actores lo interpretan directamente, con excelentes resultados".
El crítico de cine James Berardinelli citó esta como su película de Bond favorita, escribir "Solo From Russia with Love evita deslizarse en el reino de los cómics de  Goldfinger  y sus sucesores mientras nos brinda una muestra de la fórmula familiar de Bond (acción, artilugios, mujeres, coches, etc.). From Russia With Love está guiada y tramada con eficacia, presenta una galería de pícaros detestables (incluido el villano de Bond definitivo, Blofeld) y ofrece innumerables emociones ".
En junio de 2001, Neil Smith de BBC Films la llamó "una película que solo mejora con la edad". En 2004, la revista Total Film la nombró la novena película británica más grande de todos los tiempos, convirtiéndola en la única película de James Bond que aparece en la lista. En 2006, Jay Antani de Filmcritic elogió la "impresionante puesta en escena de escenas de acción" de la película, mientras que IGN la clasificó como la segunda mejor película de Bond de la historia, solo detrás de  Goldfinger . Ese mismo año, "Entertainment Weekly" colocó a la película en el noveno lugar entre las películas de Bond, criticando la lentitud. Cuando MGM estrenó "James Bond Ultimate Collector's Set" (La Última colección de James Bond 2007) en noviembre de 2007, Norman Wilner de MSN eligió a la película como la mejor de Bond. Por el contrario, en su libro sobre el fenómeno Bond, "El hombre con el toque de oro", el autor británico Sinclair McKay afirma "Sé que es una herejía decirlo, y que algunos entusiastas consideran a From Russia With Love como el Santo Grial de Bond, pero seamos tremendamente honestos, algo de eso es tremendamente aburrida".
En 2014 Time Out encuestó a varios críticos de cine, directores, actores y dobles de riesgo para enumerar sus mejores películas de acción; La película fue incluida en el puesto 69.
La guía en línea del British Film Institute calificó la película como "uno de los puntos altos de la serie" y dijo que "tenía ventajas de las que no disfrutaron muchas películas posteriores de Bond, en particular un guion inteligente que conservaba la esencia de la novela de Ian Fleming mientras atenuaba el frío manifiesto Política de guerra (la crisis de los misiles cubanos solo había ocurrido el año anterior)". En 2008, Michael G. Wilson, el actual coproductor de la serie, declaró "Siempre empezamos tratando de hacer otra From Russia With Love y terminamos con otra Thunderball." Sean Connery, Michael G. Wilson, Barbara Broccoli, Timothy Dalton y Daniel Craig también consideran esta su película favorita de Bond. Albert Broccoli la incluyó junto a Goldfinger y La espía que me amó como uno de sus tres favoritas, explicando que sintió que "fue con esta película que se perfeccionaron el estilo y la fórmula de Bond".

## Adaptación a videojuego
En 2005, el videojuego From Russia with Love fue desarrollado por Electronic Arts y lanzado el 1 de noviembre de 2005 en Norteamérica. Sigue la historia del libro y la película, aunque agrega nuevas escenas, lo que lo hace más orientado a la acción. Uno de los cambios más significativos en la historia es el reemplazo de la organización SPECTRE por OCTOPUS porque el nombre SPECTRE constituyó una disputa legal de larga duración sobre los derechos cinematográficos de Thunderball entre United Artists/MGM y el escritor Kevin McClory. La mayor parte del elenco de la película regresó en semejanza. Connery no solo permitió que se usara su imagen de Bond en la década de 1960, sino que el actor, de 70 años, también grabó el diálogo del personaje, lo que marca un regreso al papel 22 años después de la última vez que interpretó a Bond en Nunca digas nunca jamás. Con un modo de combate a muerte multijugador en tercera persona, el juego muestra varios elementos de películas de Bond posteriores, como el Aston Martin DB5 de Goldfinger (1964) y la mochila propulsora de Thunderball (1965).
El juego fue escrito por Bruce Feirstein, quien trabajó en los guiones previos para GoldenEye, El Mañana nunca muere, The World Is Not Enough, y Everything or Nothing, videojuego de 2004. Su banda sonora fue compuesta por Christopher Lennertz y Vic Flick.